# Amastus dognini
Amastus dognini är en fjärilsart som beskrevs av Rothschild 1909. Amastus dognini ingår i släktet Amastus och familjen björnspinnare. Inga underarter finns listade i Catalogue of Life.